# Woodside (Australie-Méridionale)
Woodside est une ville située dans la région d’Adelaide Hills, en Australie-Méridionale. La ville est située entre Balhannah et Lobethal, et à 37 kilomètres (23 miles) de la capitale de l’État, Adélaïde. Le mont Barker est également à proximité.

## Description
La ville constitue un croisement routier reliant Oakbank (en), Lobethal (en) et Charleston. Elle est située sur la route de la vallée d'Onkaparinga (en), constituant une partie de la route B34, et est à 25 kilomètres du quartier d'affaires central d'Adélaïde.
Les équipements de la ville incluent une piscine publique, une bibliothèque, un magasin de seconde main, une épicerie, un club de cricket, un club de tennis, un club de netball, deux pubs, un avocat, un club de pétanque, et des aires de jeux.
Sur le territoire de la localité se trouve Inverbrackie (en), où est située la caserne de Woodside (en) du 16e régiment d'artillerie de l'armée de terre australienne.

## Histoire
Les premiers explorateurs européens à Woodside étaient George Imlay et John Hill en janvier 1838.

## Géographie

### Localisation
| Lenswood         | Lobethal Charleston  | Mont Torrens |
| Lenswood Oakbank | Woodside             | Harrogate    |
| Oakbank          | Vallée de Hay Nairne | Brukunga     |